# Amauris chirindana
Amauris chirindana är en fjärilsart som beskrevs av Talbot 1941. Amauris chirindana ingår i släktet Amauris och familjen praktfjärilar. Inga underarter finns listade i Catalogue of Life.